# Charles Korschann
Karl Franz Korschann, connu en France sous le nom de Charles Korschann, né le 23 juillet 1872 à Brünn, capitale de la Moravie alors intégrée dans l'Autriche-Hongrie, et mort dans cette même ville le 7 mars 1943, est un sculpteur de style Art nouveau, médailleur et professeur.

## Biographie
Karl Korschann étudie à l'Académie des beaux-arts de Vienne et à la Hochschule für bildende Kunst de Berlin. Il travaille ensuite pendant deux ans (1893-94) dans l'atelier d'Edmund von Hellmer à Vienne. Des voyages d'études le conduisent à Copenhague (1894, musée Thorvaldsen) et à Paris.

### Séjour à Paris
Il réside de 1894 à 1906 à Paris sous le pseudonyme Charles Korschann,, et ce séjour correspond à l’âge d’or du style Art nouveau.
Il participe aux salons de la Société nationale des beaux-arts de 1895 et de 1898 et au Salon des artistes français entre 1901 et 1906.
Il expose en 1902 et 1903 deux bustes d’Alfons Mucha, originaire comme lui de Moravie.
Il dessine, parfois en collaboration avec la maison parisienne Louchet Frères, de nombreux objets en bronze doré comme des statues, des lampes, des vases ou des montures de vase, qui représentent la partie de son oeuvre la plus connue.
Lors de l'Exposition universelle de 1900, il est récompensé par une médaille d’argent (classe 97).
En avril de cette année, il épouse à Brno Stéphanie Spurny.

### Vie après 1906
De 1906 à 1914, Korschann séjourne à Berlin et à Francfort-sur-le-Main, où il dessine des médailles et des plaques.
Pendant la Première Guerre mondiale, il est lieutenant au commandement de la forteresse de Cracovie et tente d’intégrer le groupe artistique de l'armée impériale austro-hongroise.
Après la guerre, en 1919, il s'installe définitivement dans sa ville natale de Brno, et il y obtient le poste de professeur à l'École technique supérieure allemande. Il crée également des monuments funéraires.
Il meurt le 7 mars 1943 à son domicile de la Pellicogasse (rue Pellicova) et a été inhumé au cimetière central de Brno.